# 第二国际
第二国际（英語：Second International），又称社会主义国际（Socialist International），是一个由世界各国社会主义政党和工人政党组成的国际联合组织。1889年7月14日，在巴黎召开了成立大会，通过《劳工法案》《五一节案》，决定以同盟罢工作为工人斗争的武器。组织后因第一次世界大战爆发而解散。第二国际所作出影响最大的动作包括宣布每年的5月1日为国际劳动节，宣布每年的3月8日为国际妇女节，并倡导八小时工作制。1916年，由于第一次世界大战及内部分裂，该组织陷于瓦解。一战结束后，原第二国际左派组建共产国际（第三国际），中派组建社会党国际工人联合会（维也纳国际、第二半国际），右派重组社会主义国际（伯尔尼国际、黄色国际）。
第二国际的常设执行机构为社会党国际局，成立于1900年。

## 历史
1880年代末，欧美已有16个国家先后建立社会主义政党，开展合法斗争。德国社会民主党和法国工人党盖得派在1887年倡议召开国际社会主义者代表大会。同时，法国工人党可能派联合英国、美国的同志先于决定1889年7月在巴黎召开由他们发起的国际工人代表大会。为了击败法国可能派夺取新国际组织领导权的企图，恩格斯做了大量工作，促使德、法等国社会主义政党的代表于1889年7月也在巴黎召开国际工人和社会主义者代表大会，同时纪念法国大革命一百周年。这样，在1889年7月14日，两个国际代表大会同时在巴黎开幕。恩格斯支持的大会有22个国家的393名代表参加，威廉·李卜克内西、爱德华·瓦扬、奥古斯特·倍倍尔、保尔·拉法格等27人组成大会主席团，李卜克内西和瓦扬为大会主席。可能派召开的大会有10国代表参加，其中法国人占代表总数的84％，缺乏国际性，未能建立起国际组织。从1891年布鲁塞尔代表大会起，原来出席可能派大会的组织也改为参加第二国际。

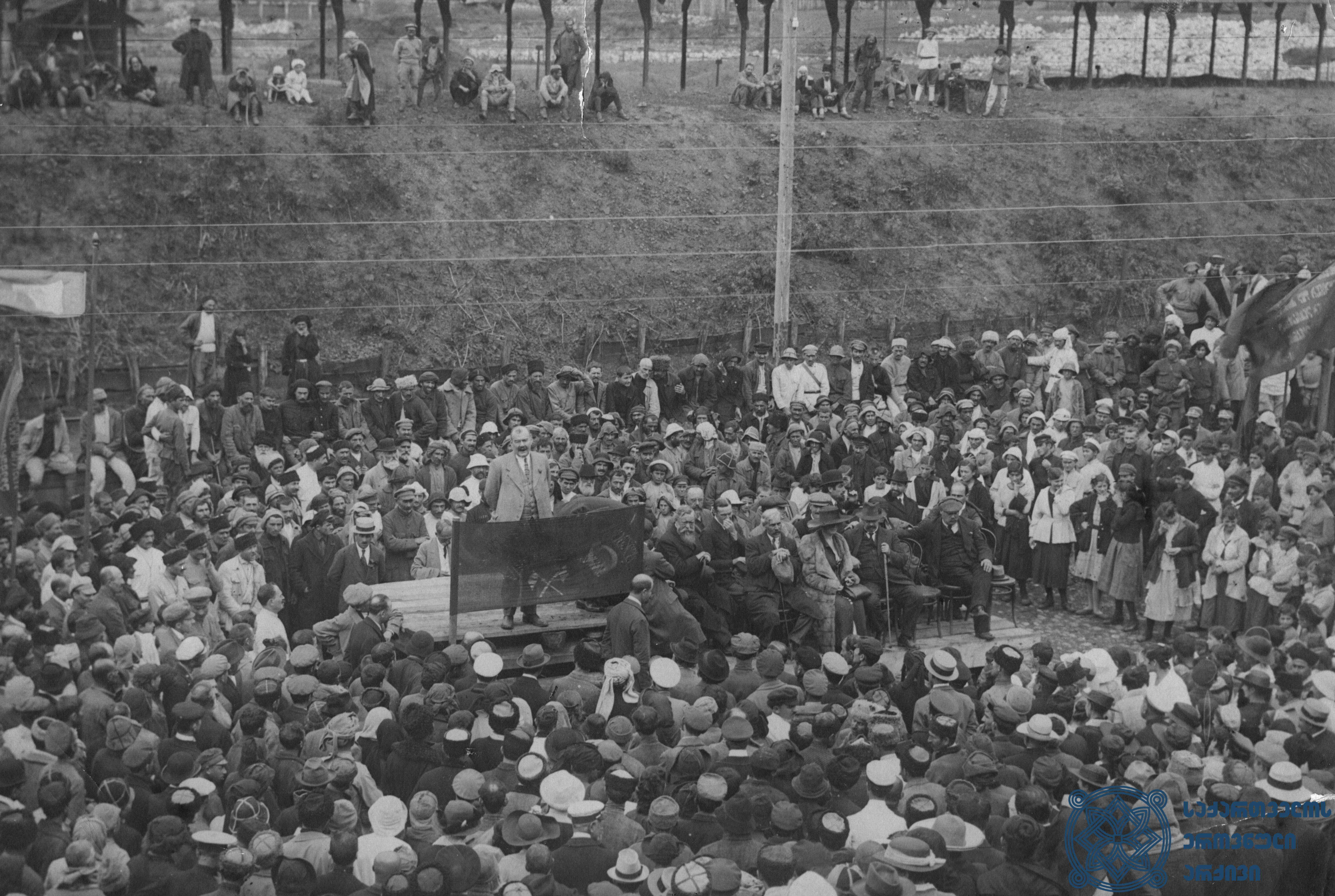
第二国际會議

第二国际内部有正统马克思主义、无政府主义和修正主义等三个派别。1895年，恩格斯逝世，第二国际内部分歧增大。1896年，伦敦代表大会拒绝无政府主义者参加。至此，第二国际内部无政府主义者彻底失败。还剩下以爱德华·伯恩施坦、卡尔·考茨基为代表的修正主义派，宣扬合法议会政治；和以弗拉基米尔·列宁、卡爾·李卜克內西、罗莎·卢森堡为代表的正统派，宣扬阶级斗争。
到1914年，世界已有近30个社会党，各国建立大批工会组织和合作社组织。到第一次世界大战前夕，工会会员达1000万人以上，合作社社员达700万人以上。在第二国际中，最强有力、最有影响的是德国社会民主党；在第一次世界大战前夕，该党拥有108.5万名党员，在德国议会中拥有111个席位，成为议会中最大的党团。
1914年，第一次世界大战爆发，德国社会民主党的议会党团在议会中投票赞成战争拨款，支持德国政府“保卫祖国”，从而违背无产阶级国际主义原则。列宁听到消息后表示：“第二国际已死，第三国际万岁！”除德国社会民主党，还有许多国家的第二国际政党支持本国政府。
第一次世界大战結束後，一些社会党通过《拥护国际联盟案》，筹备恢复第二国际。1920年，在日内瓦召开大会，第二国际（又称“伯尔尼国际”或“黄色国际”）才恢复起来。但是很多国家的社会党拒绝参加，另外组建了社会党国际工人联合会（又称“第二半国际”或“维也纳国际”），该组织深受中间马克思主义和奥地利马克思主义影响。1923年，第二半国际与重建的第二国际合并为社会主义工人国际，这个组织存在到1940年。第二次世界大战后的1951年，各国社会民主党组成社会党国际，存在至今。

## 成员
|                                    | 政党或组织                               | 国家                                       | 参加时间      | 备注                                                                                             |
| ---------------------------------- | ---------------------------------------- | ------------------------------------------ | ------------- | ------------------------------------------------------------------------------------------------ |
| 奥斯曼帝国 · 俄罗斯帝国 · 伊朗王國 | 亚美尼亚革命联盟                         | 奥斯曼帝国、俄罗斯帝国、伊朗（亚美尼亚人） | 1907年—1916年 |                                                                                                  |
| 新南威爾士州                       | 澳大利亚社会主义联盟                     | 新南威尔士殖民地                           | 1893年—1901年 |                                                                                                  |
| 英国                               | 巴特西劳工联盟                           | 英国                                       | 1891年—1900年 | 出席1891年代表大会，后来成为工党的一部分。                                                       |
| 比利时                             | 比利时工党                               | 比利时                                     | 1889年—1916年 | 创始成员                                                                                         |
| 英国                               | 布鲁姆斯伯里社会主义协会                 | 英国                                       | 1889年—1900年 | 创始成员，后来成为工党的一部分。                                                                 |
| 保加利亚                           | 保加利亚社会民主工党                     | 保加利亚                                   | 1893年—1903年 |                                                                                                  |
| 保加利亚                           | 保加利亚社会民主工党（广泛派社会主义者） | 保加利亚                                   | 1903年—1916年 |                                                                                                  |
| 保加利亚                           | 保加利亚社会民主工党（紧密派社会主义者） | 保加利亚                                   | 1903年—1915年 |                                                                                                  |
| 法國                               | 中央革命委员会                           | 法国                                       | ？—1898年     |                                                                                                  |
| 奥匈帝国                           | 捷克斯拉夫人社会民主工党                 | 奥匈帝国（捷克斯洛伐克主义）               |               |                                                                                                  |
| 瑞士                               | 巴塞尔民主社会党                         | 瑞士                                       | 1891年        | 出席1891年代表大会，1891年后参与状况不明。                                                       |
| 瑞士                               | 圣加伦民主社会党                         | 瑞士                                       | 1891年        | 出席1891年代表大会，1891年后参与状况不明。                                                       |
| 英国                               | 都柏林社会主义俱乐部                     | 英国（爱尔兰人）                           | 1889年—1896年 | 创始成员                                                                                         |
| 俄罗斯帝国                         | 劳动解放社                               | 俄罗斯帝国                                 | 1889年—1903年 | 创始成员，后来发展为俄国社会民主工党。                                                           |
| 英国                               | 费边社                                   | 英国                                       | 1889年—1896年 | 创始成员，1896年后参与状况不明。                                                                 |
| 法國                               | 法国社会主义工人联盟                     | 法国                                       | 1889年—1902年 | 创始成员                                                                                         |
| 法國                               | 工人国际法国支部                         | 法国                                       | 1905年—1916年 | 作为第二国际支部成立，旨在合并法国的各个成员党。                                                 |
| 法國                               | 法国社会党                               | 法国                                       | 1902年—1905年 | 受第二国际命令，并入工人国际法国支部。                                                           |
| 法國                               | 法国工人党                               | 法国                                       | 1889年—1902年 | 创始成员                                                                                         |
| 俄罗斯帝国                         | 立陶宛、波兰和俄罗斯犹太工人总联盟       | 俄罗斯帝国                                 | 1897年—1912年 |                                                                                                  |
| 奥匈帝国                           | 匈牙利总工人党                           | 奥匈帝国（匈牙利人）                       | 1889年—1890年 | 创始成员                                                                                         |
| 美国                               | 纽约德意志工人联盟                       | 美国（德意志人）                           | 1889年        | 创始成员、工会，1889年后参与状况不明。                                                           |
| 瑞士                               | 格吕特利联盟                             | 瑞士                                       | 1889—1916年   | 创始成员                                                                                         |
| 英国                               | 独立工党                                 | 英国                                       | 1893年—1916年 |                                                                                                  |
| 美国                               | 国际印刷联盟                             | 美国                                       | 1889年        | 创始成员、工会，1889年后参与状况不明。                                                           |
| 義大利                             | 意大利社会党                             | 意大利                                     | 1892年—1914年 |                                                                                                  |
| 義大利                             | 意大利工人党                             | 意大利                                     | 1889年—1892年 | 创始成员                                                                                         |
| 奥斯曼帝国                         | 巴勒斯坦犹太社会民主工党（锡安工人）     | 奥斯曼帝国（犹太人—巴勒斯坦人）            | 1915年—1916年 |                                                                                                  |
| 俄罗斯帝国                         | 犹太社会主义工人党                       | 俄罗斯帝国（犹太人）                       | 1907年—1916年 | 该党于1907年并入社会革命党，成为其内部团体，但在1907年代表大会上拥有独立的咨询投票权。           |
| 美国                               | 劳工骑士团                               | 美国                                       | 1889年        | 创始成员，1889年后参与状况不明。                                                                 |
| 英国                               | 伯明翰劳工骑士团                         | 英国                                       | 1889年        | 创始成员，1889年后参与状况不明。一个独立于劳工骑士团的英国组织。                                 |
| 挪威                               | 挪威工党                                 | 挪威                                       |               |                                                                                                  |
| 葡萄牙                             | 葡萄牙劳动党                             | 葡萄牙                                     | 1889年        | 创始成员，1889年后参与状况不明。可能与葡萄牙社会党有关。                                         |
| 英国                               | 法定八小时和国际劳工联盟                 | 英国                                       | 1891年—1900年 | 出席1891代表大会，后来成为工党的一部分。                                                         |
| 卢森堡                             | 卢森堡社会工人党                         | 卢森堡                                     | 1902年—1916年 |                                                                                                  |
| 英国                               | 大都会激进联盟                           | 英国                                       | 1889年        | 创始成员，1889年后参与状况不明。                                                                 |
| 英国                               | 大不列颠矿工联合会                       | 英国                                       | 1896年—？     | 工会                                                                                             |
| 英国                               | 煤气工人和一般劳工全国联盟               | 英国                                       | 1889年—1891年 | 创始成员，1891年后参与状况不明。                                                                 |
| 英属印度                           | 巴黎印度协会                             | 英属印度                                   | 1907年        | 尽管不是政党，但该组织在1907年代表大会上代表了印度民族主义者的利益。                             |
|                                    | 锡安工人                                 | 多国                                       |               | 一个非常松散的马克思主义—锡安主义组织，成立于1903年。                                            |
| 奥匈帝国                           | 波兰加利西亚社会民主党                   | 奥匈帝国（波兰人—乌克兰人）                | 1890年—1916年 |                                                                                                  |
| 俄罗斯帝国                         | 波兰社会革命者                           | 俄罗斯帝国（波兰人）                       | 1891年        | 一个出席1891年代表大会的小型政党，后来参与状况不明。                                             |
| 俄罗斯帝国                         | 波兰社会党                               | 俄罗斯帝国（波兰人）                       | 1893年—1916年 |                                                                                                  |
| 阿尔萨斯-洛林                      | 阿尔萨斯-洛林共和社会主义联盟            | 德意志帝国                                 | 1889年        | 创始成员，1889年后参与状况不明。                                                                 |
| 法國                               | 革命共产主义联盟                         | 法国                                       | 1896年—1901年 |                                                                                                  |
| 法國                               | 革命社会主义工人党                       | 法国                                       | 1890年—1901年 |                                                                                                  |
| 俄罗斯帝国                         | 俄国社会民主工党                         | 俄罗斯帝国                                 | 1898年—1912年 | 从1900年起，该党的代表们开始独立于政党行事，这种趋势在1903年布尔什维克与孟什维克分裂后愈发加剧。 |
| 俄罗斯帝国                         | 俄国社会民主工党 (布尔什维克)            | 俄罗斯帝国                                 | 1912年—1916年 | 从1903年起，实际上以俄罗斯社会民主工党成员的身份在第二国际拥有独立的代表。                       |
| 俄罗斯帝国                         | 俄国社会民主工党 (孟什维克)              | 俄罗斯帝国                                 | 1912年—1916年 | 从1903年起，实际上以俄罗斯社会民主工党成员的身份在第二国际拥有独立的代表。                       |
| 英国                               | 苏格兰工党                               | 英国                                       | 1889年—1895年 | 创始成员                                                                                         |
| 俄罗斯帝国                         | 社会革命党“无产阶级”                     | 俄罗斯帝国（波兰人）                       | 1889年—1893年 | 创始成员                                                                                         |
| 塞尔维亚王国 (近代)                | 塞尔维亚社会民主党                       | 塞尔维亚                                   | 1903年—1914年 |                                                                                                  |
| 俄罗斯帝国                         | 波兰王国和立陶宛社会民主党               | 俄罗斯帝国（波兰人）                       | 1893年—1916年 |                                                                                                  |
| 奥斯曼帝国 · 俄罗斯帝国            | 社会民主洪查基安党                       | 俄罗斯帝国、奥斯曼帝国（亚美尼亚人）       | 1904年        | 由格奥尔基·普列汉诺夫代表出席1904年代表大会，但该党是否出席其他代表大会尚不清楚。                |
| 丹麦                               | 社会民主联盟                             | 丹麦                                       |               |                                                                                                  |
| 英国                               | 社会民主联盟                             | 英国                                       | 1889年—1911年 | 创始成员                                                                                         |
| 荷兰                               | 社会民主联盟                             | 荷兰                                       | 1889年—1900年 | 创始成员                                                                                         |
| 奥匈帝国                           | 奥地利社会民主工党                       | 奥匈帝国（奥地利人）                       |               |                                                                                                  |
| 奥匈帝国                           | 波斯尼亚和黑塞哥维那社会民主党           | 奥匈帝国（穆斯林人—塞尔维亚人—克罗地亚人） | 1909年—1916年 |                                                                                                  |
| 奥匈帝国                           | 克罗地亚和斯拉沃尼亚社会民主党           | 奥匈帝国（克罗地亚人—塞尔维亚人）          | 1894–1916     |                                                                                                  |
| 俄罗斯帝国                         | 芬兰社会民主党                           | 俄罗斯帝国（芬兰人）                       |               |                                                                                                  |
| 德意志帝國                         | 德国社会民主党                           | 德意志帝国                                 | 1889年—1916年 | 创始成员                                                                                         |
| 奥匈帝国                           | 匈牙利社会民主党                         | 奥匈帝国（匈牙利人）                       | 1890年—？     |                                                                                                  |
| 羅馬尼亞                           | 罗马尼亚社会民主党                       | 罗马尼亚                                   | 1910年—1916年 |                                                                                                  |
| 瑞士                               | 瑞士社会民主党                           | 瑞士                                       | 1889年—1916年 | 创始成员                                                                                         |
| 荷兰                               | 社会民主工党                             | 荷兰                                       | 1894年—1916年 |                                                                                                  |
| 羅馬尼亞                           | 罗马尼亚社会民主工党                     | 罗马尼亚                                   | 1893年—1900年 |                                                                                                  |
| 阿根廷                             | 布宜诺斯艾利斯社会主义团体               | 阿根廷                                     | 1889年        | 创始成员，1889年参与状况不明。可能并入社会党。                                                   |
| 澳大利亚                           | 社会主义工党                             | 澳大利亚                                   | 1901年—1916年 |                                                                                                  |
| 美国                               | 社会主义劳工党                           | 美国                                       | 1889—？       | 创始成员                                                                                         |
| 英国                               | 社会主义联盟                             | 英国                                       | 1889年—1901年 | 创始成员                                                                                         |
| 阿根廷                             | 社会党                                   | 阿根廷                                     | 1896年—1916年 |                                                                                                  |
| 丹麦                               | 丹麦社会党                               | 丹麦                                       | 1889年        | 创始成员，1889年参与状况不明。可能与丹麦社会民主党有关。                                         |
| 英国                               | 大不列颠社会党                           | 英国                                       | 1904年        | 该党仅出席1904年代表大会，随后分裂出去并建立世界社会主义运动。                                   |
| 乌拉圭                             | 乌拉圭社会党                             | 乌拉圭                                     | 1910年—1916年 |                                                                                                  |
| 美国                               | 美国社会党                               | 美国                                       | 1901年—1916年 |                                                                                                  |
| 法國                               | 法兰西社会党                             | 法国                                       | 1902年—1905年 | 受第二国际命令，并入工人国际法国支部。                                                           |
| 俄罗斯帝国                         | 社会革命党                               | 俄罗斯帝国                                 | 1902年—1916年 |                                                                                                  |
| 法國                               | 革命社会党                               | 法国                                       | 1898年—1901年 |                                                                                                  |
| 西班牙                             | 西班牙工人社会党                         | 西班牙                                     |               |                                                                                                  |
| 瑞典                               | 瑞典社会民主工人党                       | 瑞典                                       | 1889年—1916年 | 创始成员                                                                                         |
| 俄罗斯帝国                         | 波兰社会党“无产阶级”                     | 俄罗斯帝国（波兰人）                       | 1900年—1909年 |                                                                                                  |
| 美国                               | 艾奥瓦联合兄弟会                         | 美国                                       | 1889年        | 创始成员，1889年参与状况不明。                                                                   |
| 美国                               | 联合希伯来工会                           | 美国（犹太人）                             | 1889年—1891年 | 创始成员、工会，1891年参与状况不明。                                                             |
| 奥匈帝国                           | 南斯拉夫社会民主党                       | 奥匈帝国（斯洛文尼亚人—克罗地亚人）        | 1898年—1916年 |                                                                                                  |
| 俄罗斯帝国                         | 锡安主义社会主义工人党                   | 俄罗斯帝国（犹太人）                       | 1907年—1908年 | 社会党国际局在1907年授予该党咨询投票权，但该决定在1年后被推翻。                                  |

## 代表大会
| 大会                   | 地点               | 日期                 | 备注 |
| ---------------------- | ------------------ | -------------------- | --- |
| 第一次代表大会         | 法国巴黎           | 1889年7月14日-19日   | 实际上有两场大会：可能派和马克思派。重要的决定包括确立五一劳动节。                                                                       |
| 第二次代表大会         | 比利时布鲁塞尔     | 1891年8月3日-7日     | 第一场统一的大会。会前投票禁止无政府主义者与会。                                                                                         |
| 第三次代表大会         | 瑞士苏黎世         | 1893年8月9日-13日    | 重要的决定包括选举弗里德里希·恩格斯为荣誉主席、建立国际金属工人协会以及驱逐无政府主义者。                                                |
| 第四次代表大会         | 英国伦敦           | 1896年7月26日-31日   | 被形容为“第二国际所有代表大会中最激动、最喧闹、最混乱的一次”。重要的决定包括确立民族自决权、对殖民地的讨论以及维持对无政府主义者的禁令。 |
| 第五次代表大会         | 法国巴黎           | 1900年9月23日-27日   | 本次会议期间成立了社会党国际局作为国际的执行机构。                                                                                       |
| 第六次代表大会         | 荷蘭阿姆斯特丹     | 1904年8月14日-20日   | “印度老人”瑙罗吉出席本次大会，呼吁印度自治。                                                                                             |
| 第七次代表大会         | 德意志帝國斯图加特 | 1907年8月18日-24日   | 重要的决定包括建立社会主义青年组织国际联盟和社会主义妇女国际，以及通过反军国主义的联合声明。                                             |
| 第八次代表大会         | 丹麦哥本哈根       | 1910年8月28日-9月3日 | 重要的决定包括确立国际妇女节。 |
| 第九次（非常）代表大会 | 瑞士巴塞尔         | 1912年11月24日-25日  | 重要的决定包括通过一份反战反军国主义的联合宣言。                                                                                         |

### 相关会议
| 会议                       | 地点             | 日期               | 备注                                                             |
| -------------------------- | ---------------- | ------------------ | ---------------------------------------------------------------- |
| 中立国社会党第一次国际会议 | 瑞士卢加诺       | 1914年9月27日      | 来自中立国家的社会党代表召开的反战会议。                         |
| 中立国社会党第二次国际会议 | 丹麦哥本哈根     | 1915年1月17日-18日 | 来自中立国家的社会党代表召开的反战会议。                         |
| 中立国社会党第三次国际会议 | 荷蘭海牙         | 1916年7月31日      | 来自中立国家的社会党代表召开的反战会议。                         |
| 同盟国社会党国际会议       | 奥匈帝国维也纳   | 1915年4月12日-13日 | 来自同盟国阵营的社会党代表召开的亲战会议。                       |
| 齐美尔瓦尔德会议           | 瑞士齐美尔瓦尔德 | 1915年9月5日-8日   | 所有反战社会党代表召开的反战会议。会议成立了国际社会主义委员会。 |
| 昆塔尔会议                 | 瑞士昆塔尔       | 1916年4月24日-30日 | 所有反战社会党代表召开的反战会议，第二次齐美尔瓦尔德会议。       |
| 斯德哥尔摩会议             | 瑞典斯德哥尔摩   | 1917年9月5日-12日  | 所有反战社会党代表召开的反战会议，第三次齐美尔瓦尔德会议。       |
| 协约国社会党第一次国际会议 | 英国伦敦         | 1915年2月14日      | 来自协约国阵营的社会党代表召开的亲战会议。                       |
| 协约国社会党第二次国际会议 | 英国伦敦         | 1917年8月28日-29日 | 来自协约国阵营的社会党代表召开的亲战会议。                       |
| 协约国社会党第三次国际会议 | 英国伦敦         | 1918年2月20日-24日 | 来自协约国阵营的社会党代表召开的亲战会议。                       |
| 协约国社会党第四次国际会议 | 英国伦敦         | 1918年9月15日      | 来自协约国阵营的社会党代表召开的亲战会议。                       |

## 重要人物

### 德国
- 奥古斯特·倍倍尔
- 胡戈·哈泽
- 卡尔·考茨基
- 威廉·李卜克内西
- 卡尔·李卜克内西
- 罗莎·卢森堡
- 克拉拉·蔡特金

### 俄国
- 弗拉基米尔·列宁
- 格奥尔基·普列汉诺夫
- 帕维尔·阿克雪里罗得
- 尤里·马尔托夫
- 列夫·托洛茨基

### 法国
- 让·阿勒曼
- 茹尔·盖得
- 让·饶勒斯
- 古斯塔夫·埃尔维

### 其他国家
- 爱尔兰：詹姆斯·康诺利
- 奥地利：维克多·阿德勒
- 奥地利：卡尔·莱纳
- 荷兰：安东·潘涅库克
- 荷兰：赫尔曼·高特
- 荷兰：彼得·耶勒斯·特勒斯特拉
- 比利时：卡米耶·胡斯曼
- 比利时：埃米尔·王德威尔德
- 瑞士：罗伯特·格林
- 意大利：菲利波·屠拉蒂
- 意大利：阿马迪奥·博尔迪加
- 西班牙：巴勃罗·伊格莱西亚斯·波塞
- 土耳其：阿夫拉姆·贝纳罗亚

## 第二国际与中国
1905年5月中旬，孙中山以社会主义追随者的姿态访问了设在比利时布鲁塞尔的第二国际书记处，与第二国际执行局主席王德威尔德和书记胡斯曼进行会谈，提出接纳他的兴中会为第二国际成员的请求，王德威尔德、胡斯曼等人认为当时落后的中国还不具备社会主义革命的条件未予批准。